# Simon Bening
Simon Bening (Fiandre, 1483 – 1561) è stato un miniatore fiammingo. È generalmente considerato l'ultimo grande artista dei primitivi fiamminghi;  grazie alle sue commissioni per le famiglie reali era conosciuto in tutta Europa.

## Biografia
Nato a Gand o Anversa, Bening venne probabilmente formato dal padre, il miniatore Alexander Bening, nella bottega di famiglia a Gand; la madre era Catherine de Goes, con tutta probabilità figlia o nipote del pittore Hugo van der Goes. Viaggiò tra Gand e Bruges e divenne un membro della Corporazione di San Luca di Bruges nel 1500 con la qualifica di miniatore. Si fece un nome intorno al 1511 con la realizzazione del Libro di preghiere Imhoff; nel 1519 si trasferì stabilmente a Bruges, dove continuò a vivere per il resto della sua vita. Dal 1517 al 1555 viene costantemente citato nei documenti della gilda. Per tre volte  (1524, 1536, 1546) fu decano dei calligrafi, librai, miniatori e rilegatori nella gilda di San Giovanni e San Luca.
Si sposò due volte ed ebbe sei figlie. Due di loro continuarono la tradizione artistica familiare: Levina Teerlinc, che divenne un'importante miniatrice, producendo soprattutto ritratti miniati alla corte di Enrico VIII d'Inghilterra, e Alexandrine Claeiszuene, che divenne una mercante d'arte di successo.
Con la sua morte nel 1561 anche l'arte dei manoscritti miniati perse importanza nella cultura fiamminga.

## Opere

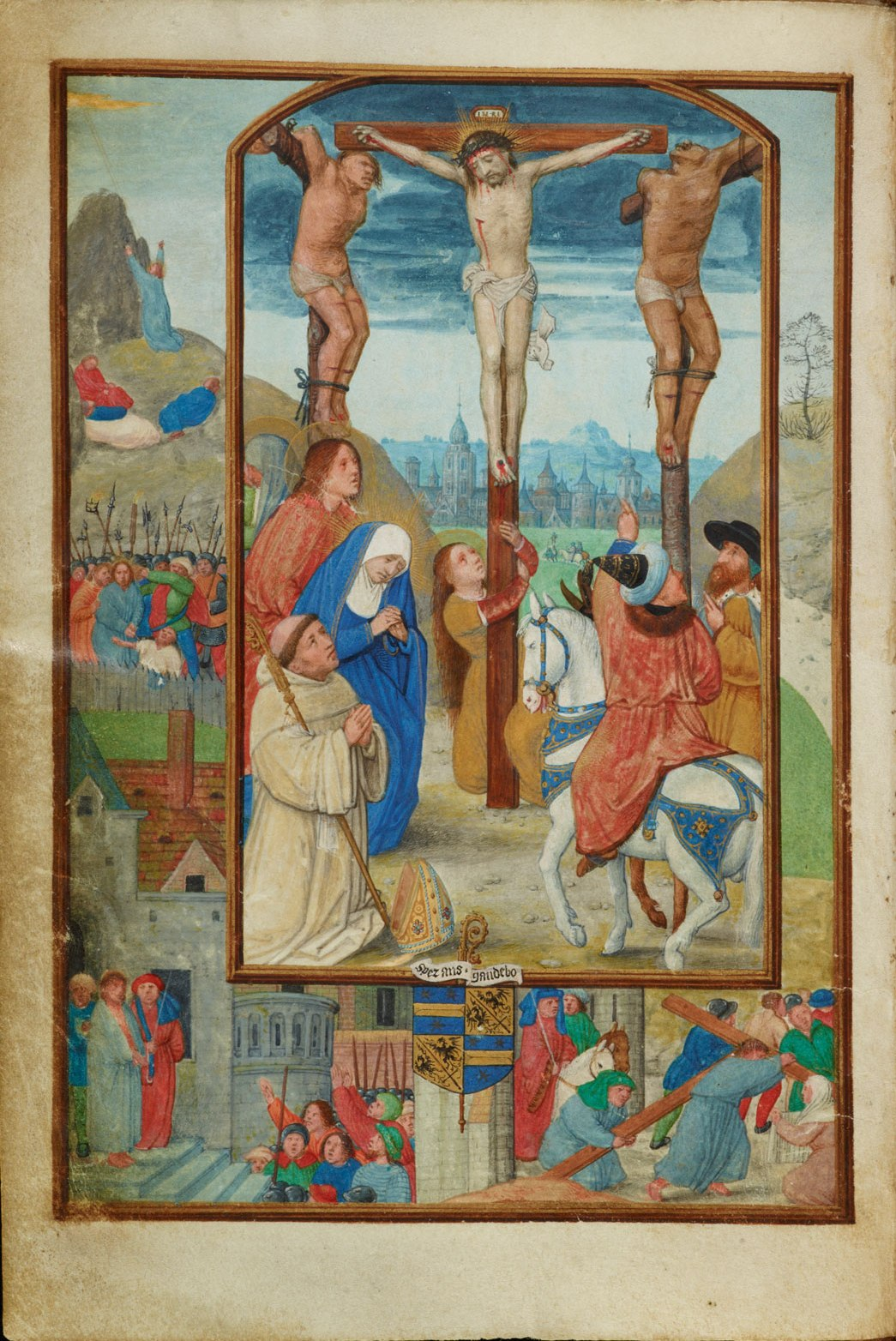
La Crocifissione nel benedizionale di Robert de Clercq, Cambridge University Library, Cambridge

Bening era specializzato in libri delle ore, che al suo tempo erano prodotti solo per membri delle famiglie reali o per clienti comunque molto ricchi. Realizzò anche tavole genealogiche e pale d'altare portatili in pergamena. Molti dei suoi lavori migliori sono lavori dei mesi per libri delle ore costituiti soprattutto da piccoli paesaggi, in un momento in cui questo genere di pittura stava nascendo. Da questo punto di vista il suo stile non era molto diverso da quello degli artisti che lo avevano preceduto, ma i suoi paesaggi costituirono un trait d'union tra i miniatori del Quattrocento e Pieter Brueghel il Vecchio (vedasi a questo proposito il suo paesaggio invernale nel Libro delle ore Da Costa). I suoi ritratti sono tra i primi esempi di ritratti miniati.
Produsse dei manoscritti per sovrani tedeschi, come Alberto di Hohenzollern, e per membri della famiglia reale come l'imperatore Carlo V, Don Fermando, infante del Portogallo e forse anche Enrico III di Nassau-Breda. Robert de Clercq, abate del monastero cistercense delle Dune a Koksijde, vicino a Bruges, commissionò un benedizionale tra il 1519 e il 1529. Bening ritrasse l'abate nella scena della crocifissione. Dipinse anche le miniature degli statuti del Toson d'oro
Il suo stile era innovativo per il modo di rappresentare la natura e i paesaggi e per lo sviluppo di formati di solito riservati ad altre tecniche, come il trittico e il quadrittico. Inoltre sembra utilizzasse una tecnica ibrida in cui il dipinto su pergamena era poi montato su un pannello.
Secondo Thomas Kren, le sue opere erano caratterizzate da «donne soavi con facce rotonde e bocche di rosa; un'umana e teneramente simpatetica concezione del Cristo adulto, figure solide e colori saturati dominati da forti rossi e blu che vengono usati in maniera espressiva. Altre qualità includono la modellazione delle forme in toni chiari e scuri dello stesso colore, la predilezione per i soggetti notturni, le pennellate a macchie, evidenti soprattutto nelle ambientazioni all'aperto nei lavori dopo il 1530, e un talento nel rappresentare la profondità atmosferica dei paesaggi».
Il pittore Francisco de Hollanda lo considerava il miglior miniatore fiammingo. Anche autori come Lodovico Guicciardini, Giorgio Vasari, Denis Harduyn e Antoon Sanders lo elogiarono.

## Lista delle opere
- Libro di preghiere Imhoff, 1511[4]
- Libro delle preghiere del cardinale Albrecht di Brandeburgo, 1525–1530[12]
- Libro delle ore di Hennessy (o Libro delle ore di Notre-Dame), 1530[10]
- Alcuni fogli del Breviario Grimani, 1510–1520[10]
- Libro delle ore di Monaco–Montserrat, 1535–1540[13]
- Libro del golf, anni 1540[14]
- Le miniature degli Statuti del Toson d'oro[10]
- Alcuni fogli del Libro delle ore di Isabella del Portogallo, anni 1530[15]
- Cristo davanti ad Anna, 1530–1550[15]
- Ritratto di un uomo, 1535–1540[15]
- Alcuni fogli del Rosario Beatty, 1540–1545[16]
- La Vergine col Bambino e gli Angeli, anni 1540[17]
- Autoritratto, 1558[18]

## Galleria d'immagini

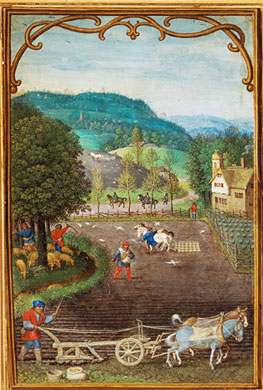
Pagina del calendario per settembre e ottobre, acquarello su pergamena (14 cm × 95 cm), 1540, Victoria and Albert Museum, London
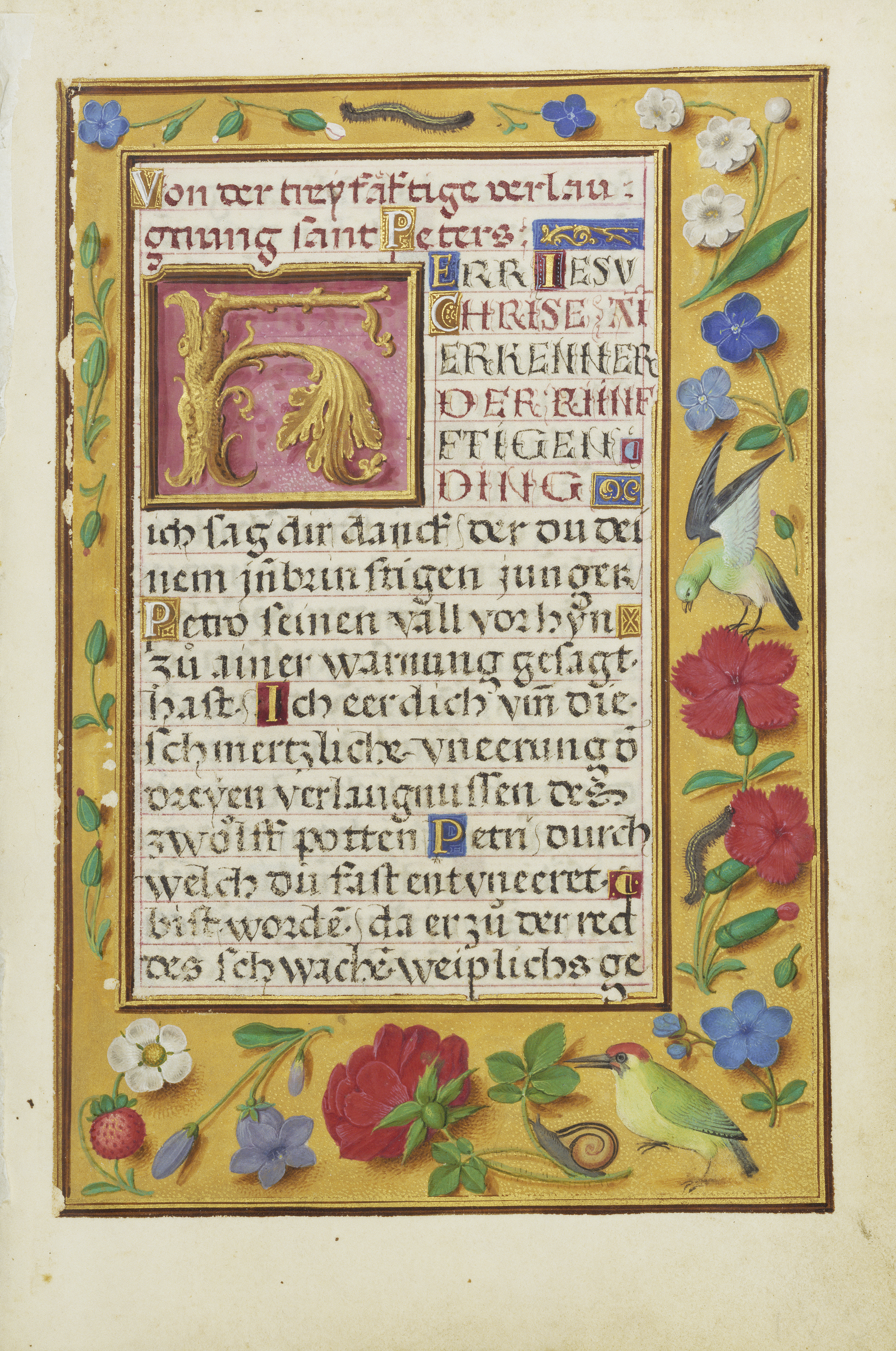
Libro delle preghiere del cardinale Albrecht di Brandenburg: pagina di testo con bordi decorati, f 124, Paul Getty Museum, Los Angeles
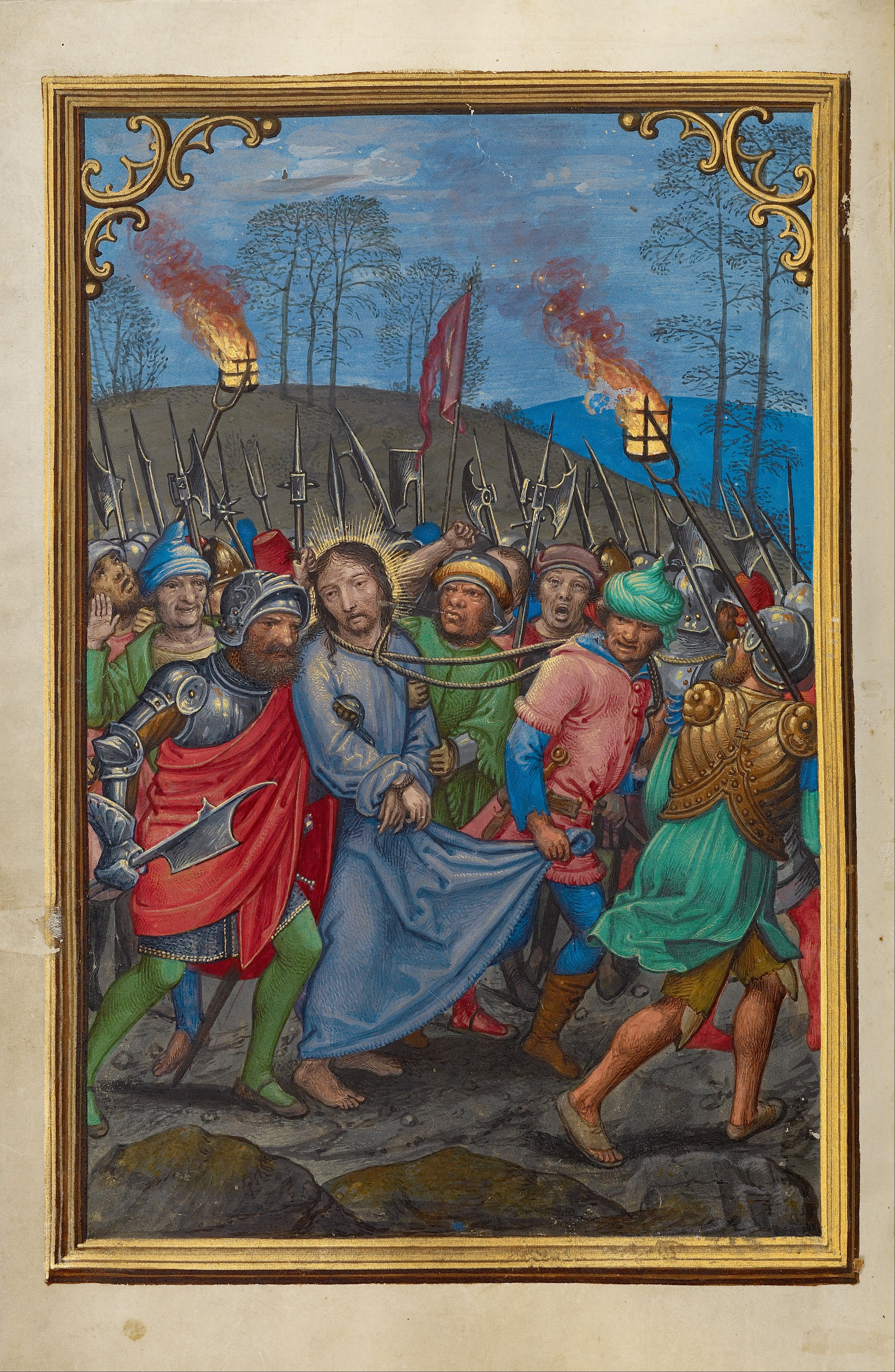
Libro delle preghiere del cardinale Albrecht of Brandenburg: Arresto di Gesù, f 107v, Paul Getty Museum, Los Angeles
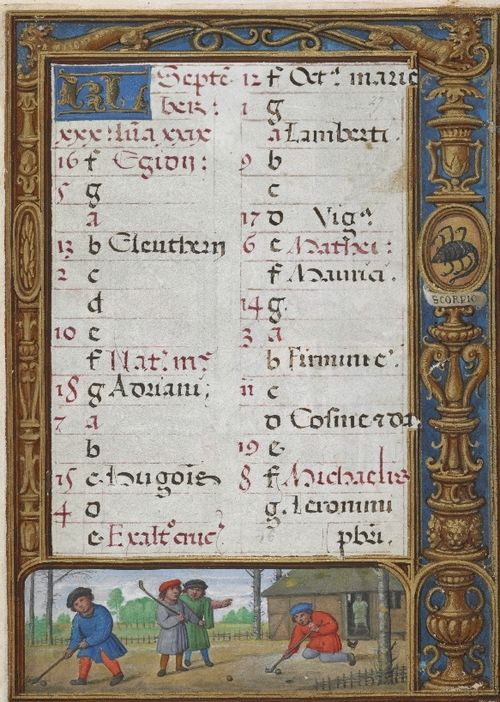
Quattro uomini giocano ad un gioco simile al golf. Libro del golf, British Library